# Metallura eupogon
Metallura eupogon là một loài chim trong họ Trochilidae.